# Tom & Jerry (achtbaan)
Tom & Jerry (eerder Boardwalk Canyon Blaster) is een stalen achtbaan in het Spaanse attractiepark Parque Warner Madrid.

## Algemene informatie
Tom & Jerry werd gebouwd door Zierer en zou oorspronkelijk geopend worden in 2000 in het attractiepark Six Flags Fiesta Texas. De baan werd daar echter nooit opgebouwd en werd uiteindelijk een jaar later verplaatst van de parkeerplaats van Six Flags naar het Parque Warner Madrid waar de achtbaan opende op 6 april 2002. Tom y Jerry maakt gebruik van 1 achtbaantrein met 20 tweepersoons wagons.